# جائزة سيدني للسلام
جائزة سيدني للسلام (بالإنجليزية: Sydney Peace Prize)‏ هي جائزة تُمنح من مؤسسة سيدني للسلام الغير ربحية والمرتبطة بجامعة سيدني. وجائزة سيدني للسلام هي الجائزة الوحيدة الممنوحة للسلام في أستراليا.
الجائزة مدعومة بشكل رئيسي من مدينة أستراليا. وهذا الدعم يشمل مُساهمات مالية بجانب دعم عيني من أجل تعزيز السلام بعدالة.

## الفائزون بالجائزة
- 1998 - البروفيسور محمد يونس مؤسس بنك جرامين للفقراء.
- 1999 - رئيس الأساقفة الفخري ديزموند توتو.
- 2000 - شانانا غوسماو شاعر وفنان ورئيس تيمور الشرقية.
- 2001 - السير وليام دين من أشهر الحكام العامون لأستراليا.
- 2002 - ماري روبنسون وهي المفوضية السامية للأمم المتحدة لحقوق الإنسان السابقة.
- 2003 - د.حنان عشراوي أكاديمية فلسطينية مُدافعة عن حقوق الإنسان.
- 2004 - أرونداتي روي كاتبة هندية ومدافعة عن حقوق الإنسان.
- 2005 - اولارا اوتونو الأمين العام للأمم المتحدة لشؤون الأطفال والنزاعات المسلحة من أوغندا.
- 2006 - آيرين خان الأمين العام لمنظمة العفو الدولية.
- 2007 - هانز بليكس رئيس لجنة الأمم المتحدة للأسلحة الدمار الشامل.
- 2008 - باتريك دودسون رئيس مؤسسة لينجيري.
- 2009 - جون بيلجر صحفي أسترالي وصانع أفلام وثائقية.
- 2010 - فاندانا شيفا ناشطة هندية في مجال العدالة الاجتماعية وحماية البيئة.
- 2011 - نعوم تشومسكي أستاذ لغويات أمريكي وناشط حقوقي.
- 2012 - سيكاي هولاند عضو مجلس الشيوخ في زيمبابوي.
- 2013 - سينثيا مونغ طبيبة بورمية، لتفانيها في الديمقراطية متعددة الأعراق وحقوق الإنسان وكرامة الفقراء والمحرومين، وإنشاء خدمات صحية لضحايا النزاع".
- 2014 - جوليان الزوالف محامي أسترالي مدافع عن حقوق الإنسان.

## الميدالية الذهبية من أجل السلام والعدل
المؤسسة وزعت أيضاً ميداليات ذهبية خاصة للمُساهمات الكبيرة في مجالات السلام والعدالة. لم يحصل على الجائزة سِوى أربعة مُستفيدين من هذه الجائزة وهم:
- رئيس جنوب أفريقيا نيلسون مانديلا.
- الدالاي لاما تينزن غياتسو.
- الزعيم البوذي الياباني دايساكو إيكيدا.
- مؤسس موقع ويكيليكس جوليان أسانج.[1]

## وصلات خارجية
- الوقع الرسمي لمؤسسة سيدني للسلام